# ام‌بی‌سی ام
ام‌بی‌سی ام (انگلیسی: MBC M؛ کره‌ای: MBC 엠 یا 엠비씨 엠) سابقاً ام‌بی‌سی میوزیک (انگلیسی: MBC Music) یک شبکه تلویزیونی تخصصی در کره جنوبی است که مالک آن ام‌بی‌سی پلاس مدیا است. این شبکه کابلی عمدتاً برنامه‌های مرتبط با موسیقی را پخش می‌کند. این شبکه در ۱ فوریه ۲۰۱۲ با برنامه موسیقی شو چمپین افتتاح شد. در ۲ فوریه ۲۰۲۰، عنوان این شبکه به ام‌بی‌سی ام بازسازی برند شد.